# 克里斯蒂安·佩措尔德 (作曲家)
克里斯蒂安·佩措尔德（德語：Christian Petzold；1677年—1733年6月前）是一位德国作曲家和风琴演奏家。他曾活跃于德累斯顿，并且在世时有很高的声望。但他流传下来的作品很少，其中有著名的G大调小步舞曲（曾经被认为是巴赫的作品）。

## 外部連結
- 克里斯蒂安·佩措尔德 (作曲家)的免费乐谱，由国际乐谱典藏计划提供